# Helodon chechciri
Helodon chechciri är en tvåvingeart som först beskrevs av Popov 1977.  Helodon chechciri ingår i släktet Helodon och familjen knott. Inga underarter finns listade i Catalogue of Life.